# Niedergesteln
Niedergesteln (gsw. Geschtillu, fr. Châtillon-le-Bas) – miejscowość i gmina (Politische Gemeinde) w południowej Szwajcarii, w kantonie Valais, w okręgu (Bezirk) Westlich Raron. Leży nad Rodanem.

## Demografia
W Niedergesteln mieszka 740 osób. W 2021 roku 8,2% populacji gminy stanowiły osoby urodzone poza Szwajcarią. 

## Transport
Przez teren gminy przebiegają autostrada A9 oraz droga główna nr 9. 